# Solvolýza
Solvolýza je druh nukleofilní substituce (SN1/SN2) nebo eliminační reakce, při které je nukleofilem samotné rozpouštědlo. Jak je u SN1 reakcí obvyklé, tak solvolýzou chirální molekuly vzniká racemická směs; v některých případech je však stereochemie ovlivněna tím, že odstupující anion zůstává v blízkosti karbokationtu, čímž zabraňuje nukleofilnímu ataku. Obzvláště rychlé bývají reakce, do níchž jsou zapojeny sousední skupiny, přičemž jsou meziprodukty neklasické ionty.

## Příklady
Solvolytické reakce některých nukleofilů mají svá pojmenování. Solvolýza pomocí vody se nazývá hydrolýza, podobnými reakcemi jsou alkoholýza (u alkoholů, kde je zvláštním případem methanolýza, tedy solvolýza methanolem), acetolýza (v kyselině octové), amonolýza (v amoniaku) a aminolýza (v alkylaminech). Pojem glykolýza však neoznačuje druh solvolýzy, nýbrž jde o starší označení několikakrokové přeměny glukózy na pyruvát.

### Hydrolýza
I když se pojem solvolýza nejčastěji používá v organické chemii, tak se hydrolýza vyskytuje i v anorganické chemii, kde aqua komplexy kovových iontů reagují s molekulami rozpouštědla, protože kovová centra fungují jako Lewisovy kyseliny; například vodné roztoky chloridu hlinitého jsou kyselé, protože aqua-hlinité komplexy předávají protony molekulám vody, ze kterých vytvářejí hydroniové ionty a snižují tak pH.
V organické chemii jsou produkty hydrolytických reakcí často dva fragmenty původního substrátu, například hydrolýzou amidů vznikají karboxylové kyseliny a aminy; z esterů se tvoří alkoholy a karboxylové kyseliny.

### Alkoholýza
Příkladem solvolytické reakce může být také reakce triacylglycerolu s jednosytným alkoholem, jako je methanol nebo ethanol, za vzniku esteru tohoto alkoholu s mastnou kyselinou; tyto reakce se obvykle nazývají transesterifikace, protože zde dochází k výměně alkoholových skupin.

### Amonolýza
Amonolýza je označení solvolýzy pomocí amoniaku (druh aminolýzy), ovšem lze jej použít i pro jiné reakce, jejíchž součástí je nukleofilní atak amoniaku na molekulu substrátu. Amoniak má teplotu varu −33 °C a jako čistá látka se také někdy používá jako rozpouštědlo. Snadno se však rozpouští ve vodě a tak je častěji používán ve formě nasyceného vodného roztoku. Amonolýzu tak lze považovat za zvláštní případ solvolýzy, kdy je amoniak sám v roztoku. I přes tuto skutečnost jsou příslušné reakce mnohdy vysoce selektivní, protože je amoniak silnějším nukleofilem než voda.